# Regatul Chalcis
Chalcis a fost un mic regat antic în majoritate iturean situat în Valea Bekaa, numit după orașul capitală cu același nume. Vechiul oraș Chalcis (Chalcis sub Libanum, Chalcis din Coele-Siria) era situat la jumătatea distanței între Berytus și Damasc. Orașul modern Anjar din Liban este considerat a fi locul vechii așezări Chalcis sub Libanum, deși acest lucru nu a fost definitiv demonstrat. Ruinele unui templu roman sunt situate la câțiva kilometri sud-vest de Anjar.

## Regat independent
Inițial, Chalcis era doar un oraș din Coele-Siria. Când influența seleucidă în zonă a început să se disipeze, iturenii au fondat Regatul Chalcis, care se întindea de la Marea Mediterană pentru în apropiere de Damasc. Ei au transformat orașul Chalcis în capitala regatului, în timp ce Baalbek a fost centrul regligios. Fondatorul regatului pare să fi fost Ptolemeu, fiul lui Mennaeus, un războinic iturean.
În timpul lui Alexandru Ianai, regele hasmonean al Iudeei, Ptolemeu a trebuit să cedeze hasmonenilor o parte din teritoriul său. Această zonă a fost cunoscut mai târziu ca Itureea (Itureea, într-un sens etnic, acoperea o suprafață mult mai mare). În anul 64 î.Hr. Ptolemeu l-a mituit pe generalul roman Pompei să se abțină de la anexarea regatului său și să-i permită să continue să domnească acolo ca tetrarh. Pompei i-a restituit, de asemenea, teritoriile pe care le cedase anterior lui Ianai atunci când a pus capăt existenței statului hasmonean independent în 63 î.Hr.

## Stat vasal al Romei
Chalcis a fost un stat vasal sub stăpânire romană în timpul restului perioadei de domnie a lui Ptolemeu. În 40 î.Hr. i-a succedat fiul său, Lisanias. Lisanias a susținut eforturile urmașului dinastic hasmonean Antigon al II-lea Mattathias de a obține tronul Iudeei în 42 și 40 î.Hr., aliindu-se cu el împotriva regelui client roman Irod, pe care l-a înlocuit temporar după o a doua încercare sprijină de parți. Atitudinea antiromană a lui Lisanias a determinat în cele din urmă executarea lui de către Marc Antoniu în 33 î.Hr., la instigarea Cleopatrei a VII-a a Egiptului, care dorea să stăpânească teritoriile sale.
Deși Antoniu a dat teritoriul lui Lisanias reginei egiptene Cleopatra, o parte mică a teritoriului fostului regat a continuat să ființeze în mod independent după acest dezastru, unde se aflau importantele orașe Chalcis și Abila. Cleopatra l-a închiriat lui Zenodorus, un posibil fiu al lui Lisanias, și după sinuciderea ei în 30 î.Hr., Augustus i-a permis inițial lui Zenodorus să domnească în calitate de tetrarh, detronându-l în 23 î.Hr. pentru efectuarea de raiduri armate în Trahonitida, care au atras reclamații din partea vecinilor săi. Augustus i-a dat apoi unele sau toate pământurile lui Irod, inclusiv Itureea, Batanaea, Trahonitida și Auranitis. Se cunosc puține lucruri despre Chalcis în perioada imediată de după moartea lui Lisanias; Chalcis sub Libanum și zonele sale ar fi putut face parte din provincia romană a Siriei, în timp ce Abilene, zona din jurul Abilei, pare să fi făcut parte dintr-un stat separat cel puțin o parte din timp.

## Împărțirea fostului regat
Teritoriile cedate lui Irod au continuat să fie administrate de el și de familia lui, care a ajuns în timp să controleze regiunile principale ale fostului regat. După moartea lui Irod, Gaulanitis, Auranitis, Batanaea și Trahonitida au devenit o tetrarhie condusă de Filip, unul din fiii lui. Între timp, se poate ca Abilene să fi fost condusă de un alt Lisanias, menționat în Evanghelia după Luca (3:1) ca tetrarh al Abilenei în timpul lui Ioan Botezătorul. Este posibil, totuși, că trimiterea la Lisanias din Luca să fie o referire anacronică la Lisanias, condamnat la moarte de către Antoniu.
În anul 37 împăratul Caligula i-a dat lui Irod Agrippa I fostele tetrarhii ale lui Filip (Gaulanitis, Auranitis, Batanaea și Trahonitida) și Lisanias (Abilene). Teritoriul său a fost extins ulterior în anul 39 cu regiunile neituriene Galileea și Perea, care fuseseră conduse anterior de Irod Antipa (la care Claudius, succesorul lui Caligula, a adăuga Iudeea și Samaria în anul 41). Agrippa a condus toate aceste teritorii până la moartea sa în anul 44.
Între timp, în anul 39, districtul Iturea a fost dat de către Caligula unui anumit Soemus, care este numit de către Dio Cassius (lix. 12) și de Tacitus (Anale, xii. 23) „rege al iturenilor”. Soemus a domnit până la moartea sa, în anul 49, când regatul său a fost încorporat în provincia Siria (Tacitus, l.c.).
În anul 41, la cererea lui Agrippa, fratele său Irod a primit Chalcis și Claudius i-a permis să poarte titlul de basileus. Regele Irod din Chalcis a domnit până la moartea sa în anul 48, după care regatul său a fost dat fiului lui Agrippa, Agripa al II-lea, deși numai ca o tetrarhie.
Agripa al II-lea a fost forțat să renunțe la tetrarhia de Chalcis în anul 53, dar în schimb Claudius l-a făcut conducător cu titlul de rege peste teritoriile administrate anterior de Filip (Batanea, Trahonitida și Gaulanitis) și Lisanias (Abilene). În anul 55, împăratul Nero a adăugat regatului său orașele Tiberias și Taricheae din Galileea și Livias (Iulias), cu paisprezece sate apropiate, din Perea.
Tetrarhia de Chalkis, predată anterior de Agripa al II-lea, i-a fost dată ulterior, în 57, vărului său, Aristobul, fiul lui Irod din Chalcis. După moartea lui Aristobul în anul 92, Chalcis a fost absorbit în provincia Siria.
Potrivit patriarhului Fotie, Agrippa a murit la vârsta de 70 de ani în cel de-al treilea an al domniei lui Traian (anul  100, dar declarațiile lui Iosephus, plus informațiile epigrafice contemporane, pun această dată în dubii serioase.
Cercetătorii moderni sunt de acord că el a murit înaintea anilor 93/94. După moartea sa, teritoriul guvernat de el a intrat sub administrarea directă a Romei.

## Conducătorii regatului
- Ptolemeu (fiul lui Mennaeus), 85-40 î.Hr.
- Lisanias, fiul lui Ptolemeu, 40-36 î.Hr.
- Zenodorus, 36-23 î.Hr. (inițial sub Cleopatra).
- Irod cel Mare, 23-4 î.Hr.
- Lisanias (Abilene), vremea lui Ioan Botezătorul?
- Irod Agrippa I (Abilene și alte teritorii), 37-44 AD.
- Soemus (Itureea), 38-49 AD.
- Irod din Chalcis, 41-48 AD.
- Irod Agrippa al II-lea (Chalcis), 50-53 AD; (Abilene și alte teritorii), 53-93/94 AD.
- Aristobul din Chalcis, 57-92 AD.